# Mira Nábělková
Mira Nábělková (* 30. ožujka 1956., Martin) je slovačka jezikoslovkinja. 
U razdoblju 1975. – 1980. je studirala slovakistiku i rusistiku na Filozofskom fakultetu Sveučilišta Komensky u Bratislavi, a od 1980. godine je radila u Jezikoslovnom institutu Ľudevit Štúr Slovačke akademije znanosti u Bratislavi (JILŠ SAZ). Godine 1989. je obranila disertaciju s temom „Odnosni prijedlozi u slovačkom jeziku: Funkcionalno-semantička analiza desupstantivnih derivata“ (izdano u Bratislavi, Veda 1993.). 
U godinama 1989-1996. je bila članicom odbora i znanstvenom suradnicom Slovačkog jezikoslovnog društva pri SAZ. U razdoblju 1991. – 2000. je organizirala međunarodni Kolokvij mladih lingivsta, koji se održavao svake godine pod pokroviteljstvom Slovačkog jezikoslovnog društva i Jezikoslovnog instituta L‘udevit Štur. U isto vrijeme je bila i urednicom VARIA – zbornika radova Kolokvija. U razdoblju 1991-1999. je bila članicom znanstvenog vijeća Jezikoslovnog instituta Ludevit Štur Slovačke akademije znanosti.
Od 1999. godine je asistentica na katedri slovakistike u Odsjeku za slavenske i istočnoeuropske studije Filozofskog fakulteta Karlovog sveučilišta u Pragu. U razdoblju 1999-2004. je bila vanjski predavač na Odsjeku za slavistiku Filozofskog fakulteta Masarykovog sveučilišta u Brnu. Tijekom posljednje godine boravka na tom sveučilištu bila joj je dodijeljena Srebrna medalja Masarykovog sveučilišta za doprinos razvoju češke slovakistike. Bavi se leksikalnom semantikom i tvorbom riječi, leksikografijom, sintaksom i sociolingvistikom (problematika jezičnih odnosa češkog i slovačkog jezika).

## Objavljeni radovi
- Slovenčina a čeština v kontakte: Pokračovanie príbehu. Bratislava - Praha: Veda - Jazykovedný ústav Ľudovíta Štúra SAV - Filozofická fakulta Univerzity Karlovy v Praze, 2008. 364 s.
- Vzťahové adjektíva v slovenčine (Funkčno-sémantická analýza desubstantívnych derivátov). Bratislava: Veda, 1993. 204 s.
- Horecký, J. - Buzássyová, K. - Bosák, J. i dr.: Dynamika slovnej zásoby súčasnej slovenčiny. Bratislava: Veda, 1989, 429 s. [autorica poglavlja: Potencie a smery pohybov v adjektívnej lexike (s. 169-179), Konkurencia adjektíva a pádu substantíva v prívlastkovej pozícii (s. 179-187), Možnosti a spôsoby prekonávania obmedzení adjektívnej derivácie (s. 187-195), Konkurencia adjektív s domácimi a internacionálnymi formantmi (s. 287-293)].

## Vanjske poveznice
- Bibliografija na stranicama Jezikoslovnog društva Ludevit Štur (1981-2000.): 1  Arhivirana inačica izvorne stranice od 21. travnja 2008. (Wayback Machine) 2  Arhivirana inačica izvorne stranice od 21. travnja 2008. (Wayback Machine) 3  Arhivirana inačica izvorne stranice od 21. travnja 2008. (Wayback Machine)
- Bibliografija na stranicama Filozofskog fakulteta Karlovog sveučilišta u Pragu (2005+): 4  Arhivirana inačica izvorne stranice od 9. lipnja 2007. (Wayback Machine)